# Valle de Uco
El Valle de Uco es un valle que se encuentra mayoritariamente al norte del río Tunuyán, y forma parte de los departamentos de Tupungato, Tunuyán y San Carlos, en la provincia de Mendoza, Argentina. Cuenta con una extensión total de 17370 km².
El valle tiene altitudes que oscilan entre los 900 y los 1700 m s. n. m., en la zona adyacente al Tupungato , y está rodeado por las altas cumbres de los Andes. Es una zona muy fértil, con lluvias no muy abundantes y heladas casi diarias en los meses de junio, julio y agosto. Es un pasaje ideal para ser visitado gracias a la diversidad de actividades que se pueden realizar: turismo aventura, religioso, cultural, rural, el contacto con la naturaleza y rutas vitivinícolas, actividad muy presente y de excelente calidad en la región.

## Historia

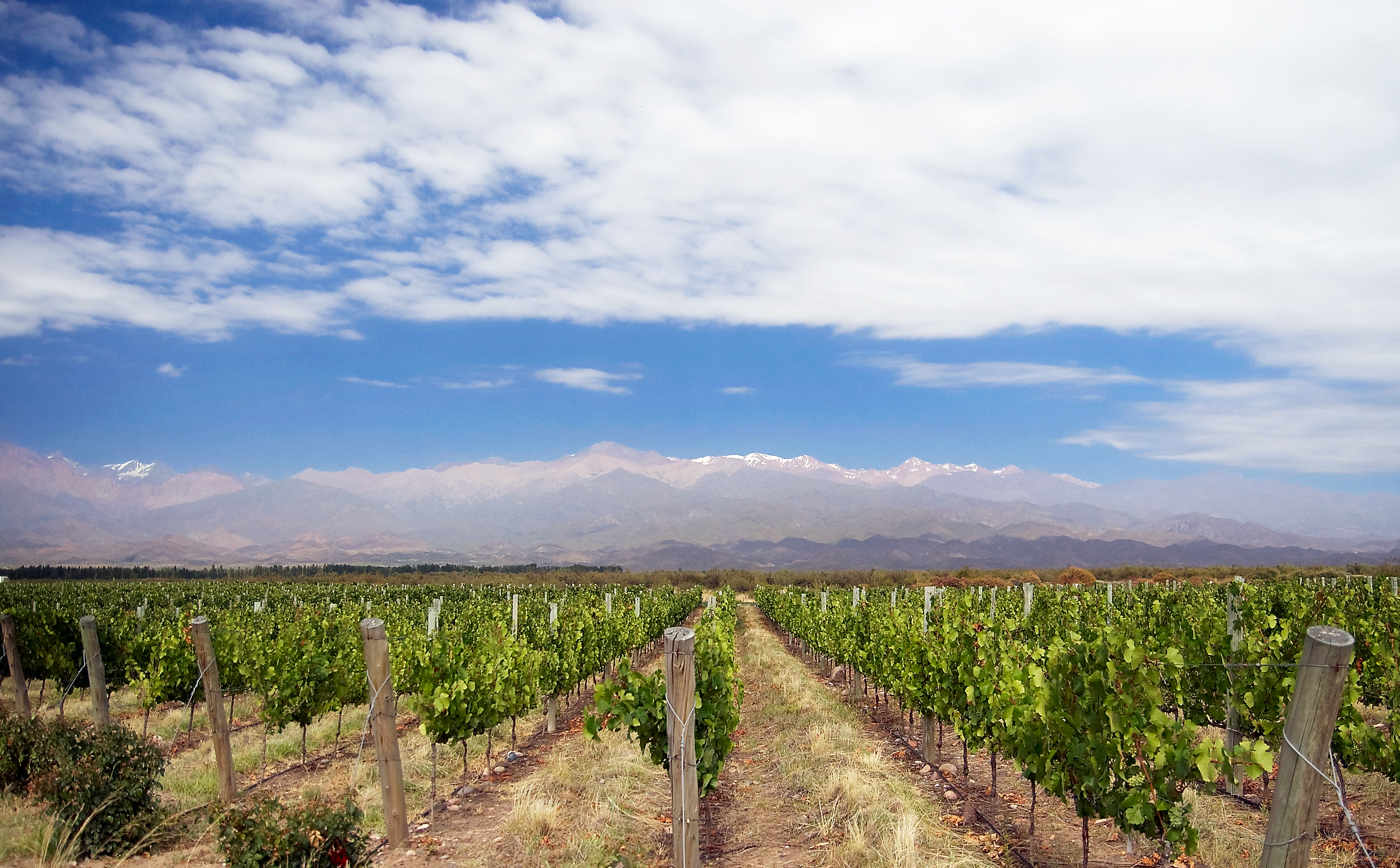
Viñedos en el Valle de Uco.

La zona del Valle de Uco fue hábitat y lugar de paso de distintos pueblos originarios antes de la llegada de los españoles a través de Chile y Perú, a mediados del siglo XVI. De aquel período provienen muchos de los nombres de la región, incluyendo el de “Uco”, nombre del cacique de los Huarpes (“hombres de esta tierra”) al momento del arribo del explorador Francisco de Villagra en 1551. En el Museo Arqueológico de Tunuyán se encuentra una vasta colección de piezas halladas en el Valle de Uco que indagan en la prehistoria de la región.
En el siglo XVII los padres jesuitas se instalaron en el ahora conocido como hito fundacional Tupungato y fundaron el Curato de Uco, desde donde comenzaron una evangelización lenta y progresiva. A comienzos del siglo XIX los pueblos originarios seguían formando parte del valle, y participaron de una famosa consulta en la que el General San Martín se reunió con los pueblos nativos. La presencia de San Martín en la zona marca un hito y un lugar estratégico lo cual explica la presencia del histórico RIM 11 Gral. Las Heras; en su regreso de Guayaquil pasó por el Valle de Uco, y un monumento lo recuerda en el área natural protegida de El Manzano Histórico, en Tunuyán.
Desde fines del siglo XIX la zona ha crecido en torno a su principal actividad, la fruticultura, con una destacada producción de manzanas y cerezas, pero ha sido sobre todo la vid la estrella de la región y su industria asociada, la vitivinicultura, produciendo vinos de todos los tipos y de las más altas calidades, siendo muchos de estos de grandísimo renombre a nivel internacional.
Apoyada en la Industria vitivinícola, en los últimos años la región tuvo crecimiento importante también de la mano del turismo, gracias a los bellos paisajes, clima amable, excursiones de todo tipo y, sobre todo, debido a una pujante oferta hotelera asociada a las bodegas y al enoturismo.

## Región vitivinícola
El Valle de Uco es una importante región vitivinícola, produciendo vinos de la mayor calidad en toda la Argentina y el mundo, dando lugar a proyectos con bodegas nacionales y francesas, muchas de estas siendo de las más renombradas y prestigiosas del mundo (Chandon, Rothschild y Cheval Blanc, entre otras). Sus temperaturas varían mucho entre sus microrregiones, pero su promedio es de 14°C, con una gran amplitud térmica entre el día y la noche. La combinación de gran altura, suelos aluvionales, irrigación, más de 250 días soleados al año, poca lluvia y una amplitud térmica favorece el excelente cultivo de vid. Estos elementos climáticos y geográficos proveen una excelente maduración y concentración de los frutos, proporcionando vinos de colores profundos, aromas intensos y notas muy agradables.  
Si bien podemos encontrar ciertas similitudes en sus vinos (como, por ejemplo, mucha presencia frutal/untuosa en el caso de los tintos, sobre todo para malbec y cabernet sauvignon), dentro de Valle de Uco podemos encontrar diferentes microrregiones que otorgan diferentes perfiles debido a sus grandes variaciones de suelo, altitud y clima. En el mundo vitivinícola, estas microrregiones son llamadas Indicaciones Geográficas (IGs), que son parajes y pequeñas zonas muy características del valle. Estas son las siguientes: 
- Paraje Altamira
- Los Chacayes
- La Consulta
- La Carrera
- Tupungato
- Gualtallary
- Pampa El Cepillo
- San Pablo

También es muy importantes a nivel internacional debido su producción de vinos espumantes, como es el caso de bodegas Salentein, Chandon, Rutini, entre otras. 
Luego de la instalación de numerosas bodegas en la región, el turismo se ha desarrollado cada vez con más fuerza, en especial el enoturismo en los resorts de estos mismos establecimientos.
Entre algunas de las bodegas referentes se encuentran bodegas Zuccardi, Salentein, Piedra Negra, Sophenia, La Azul, Andeluna, Giaquinta, Atamisque, Bousquet, Catena Zapata, El Enemigo, entre otras. 
El valle forma parte de las Rutas sanmartinianas.

### Entramado agrícola
Compuesto por los departamentos de San Carlos, Tunuyán y Tupungato, constituye el oasis centro de los tres oasis de riego principales de la provincia y comprende unas 47.000 hectáreas (datos aproximados según CNA 2008) cultivadas sobre la cuenca del Río Tunuyán Superior, donde se destaca la producción vitícola, frutícola y hortícola. En el Valle de Uco se cultiva el 18% de la superficie total de vid de Mendoza; manifestado un crecimiento del 244% en las últimas décadas mientras en relación con la fruticultura en este oasis productivo, debemos destacar dos procesos contradictorios, a pesar de que se ha dado una progresiva desaparición de los frutales de pepita (pera y manzana), la superficie total (15.000 ha aproximadamente) no ha disminuido, ya que han crecido las hectáreas con frutales de carozo (durazno, ciruela y cereza). La superficie cultivada con duraznos para industria alcanzó 4074 ha para el 2017, duplicando la superficie del 2004, lo que representa el 58% del total provincial (7064 ha). Esta producción frutícola creció fundamentalmente en la zona media del Valle Uco en torno al denominado Corredor Productivo, que une el departamento de Tunuyán con el Tupungato. Como sucede en la vitivinicultura se destaca la presencia de grandes emprendimientos que cultivan grandes superficies, con importantes inversiones tecnológicas como el riego a goteo, mayas anti-granizos, maquinarias para la poda y para la cosecha.

## Geografía

### Suelo
Está compuesto mayormente de suelos pedregosos, irrigados por el agua de deshielo de los ríos Tunuyán y Tupungato.

### Altitud
Se ubica entre los 850 y los 1.200 m s. n. m., y en el pedemonte llega incluso hasta los 1.700 metros.

### Clima
Con una temperatura promedio de 14 °C, una amplitud térmica muy alta (15 °C promedio), lluvias anuales de apenas 200 mm y más de 250 días soleados al año, la región reúne las condiciones indicadas para el cultivo de la vid, en especial las tintas. Las variedades más favorecidas son el Malbec (el varietal más característico de Argentina es también el predominante aquí), Cabernet Sauvignon, Merlot, Tempranillo y Pinot Noir, además de las blancas Chardonnay y Sauvignon Blanc.

### Población
De acuerdo con el último censo argentino de 2010, entre los tres departamentos que forman parte del Valle de Uco se contabilizan 114 339 habitantes, con una tendencia de marcado crecimiento.

## Oferta gastronómica
Además de las catas de vinos, el Valle de Uco se destaca por su oferta gastronómica. Entre otros restaurantes, en esta región se encuentran el famoso Siete Fuegos, del reconocido chef Francis Mallmann, Nadia O.F., de la chef española Nadia Harón, y Arauco, del chef Carlos Morsucci.
A estas opciones destacadas se suman los restaurantes familiares y las posadas, y toda la oferta gastronómica de las bodegas y resorts, muchas veces dirigidas por destacados chefs invitados y con platos de alta cocina.